# Снайдер, Соломон
Соломон Снайдер (англ. Solomon Halbert Snyder; род. 26 декабря 1938, Вашингтон) — американский учёный в области нейронаук. Доктор медицины (1962), заслуженный профессор университета Джонса Хопкинса, где трудится с 1966 года, член Национальных Академии наук (1980) и Медицинской академии (1988) США, а также Американского философского общества (1992).
Удостоен Национальной научной медали (2003), лауреат премии Вольфа (1982) и других высокопрестижнейших отличий.

## Биография
Обучался в 1955-58 гг. в Georgetown College и затем получил степень доктора медицины с отличием в Georgetown University School of Medicine (1962), принимался в Alpha Omega Alpha. В 1962-63 гг. интерн в Сан-Франциско. С 1963 по 1965 год в Национальных институтах здравоохранения, где сотрудничал с Джулиусом Аксельродом, впоследствии Нобелевским лауреатом. С 1965 по 1968 год на кафедре психиатрии университетской больницы Джонса Хопкинса. С 1966 года ассистент-профессор, с 1968 года ассоциированный профессор, с 1970 года профессор школы медицины университета Джонса Хопкинса, ныне (с 1977) её заслуженный сервис-профессор (Distinguished Service Professor). В 1980 году основал там департамент нейронаук — одну из первых подобных кафедр в стране — и возглавлял его до 2006 года, ныне он носит его имя (Solomon H. Snyder Department of Neuroscience).
Член Американской академии искусств и наук (1979), ассоциат Neuroscience Research Program (1977).
Председатель жюри Lurie Prize in Biomedical Sciences.
Ассоциированный редактор PNAS с 2006 года, перед тем с 2005 года его старший редактор.
Женат с 1962 года, есть дети.
Автор более тысячи журнальных статей, семи книг.

## Отличия
- Outstanding Young Scientist, Мэрилендская АН (1969)
- John Jacob Abel Award[англ.], American Society for Pharmacology and Experimental Therapeutics (1970)
- A.E. Bennett Award, Society for Biological Psychiatry (1970)
- Hofheimer Award, Американская психиатрическая ассоциация (1972)
- Daniel H. Efron Award, Американский колледж нейропсихофармакологии (1974)
- Research Pacesetter Award, Национальный институт по вопросам злоупотребления наркотиками (1977)
- Van Giesen Award, New York State Psychiatric Institute[англ.] & Колумбийский университет (1977)
- Stanley Dean Award, American College of Psychiatrists[англ.] (1978)
- Van Dyke Award, Колумбийский университет (1978)
- Distinguished Research Award, Association for Research in Nervous and Mental Disease (1978)
- Премия Альберта Ласкера за фундаментальные медицинские исследования (1978)
- Anna Monica Award in Biological Psychiatry (1979)
- Goodman and Gilman Award, American Society for Pharmacology and Experimental Therapeutics[англ.] (1981)
- Taylor Manor Award (1981)
- Премия Вольфа по медицине (1982)
- Премия Диксона по медицине, Питтсбургский университет (1984)
- Einstein Award for Research in Psychiatry and Related Disciplines, Albert Einstein College of Medicine[англ.] (1984)
- Special Presidential Commendation, Американская психиатрическая ассоциация (1985)
- Scientific Achievement Award, Американская медицинская ассоциация (1985)
- Ciba-Drew Award[англ.] in Biomedical Research (1985)
- Camelback Humanitarian Award (1985)
- Edward J. Sachar Memorial Award, Колумбийский университет (1986)
- Sense of Smell Award, Fragrance Research Fund (1987)
- Distinguished Service Award, Американская психиатрическая ассоциация (1989)
- Vittorio Erspamer Award, FIDIA Research Foundation (1990)
- J. Allyn Taylor International Prize in Medicine[англ.], Robarts Research Institute (1990)
- Pasarow Award[нем.] одноимённого фонда (1990)
- Премия Боуэра Института Франклина (1991)
- Joseph Priestley Prize, Dickinson College[англ.] (1992)
- Baxter Award, Association of American Medical Colleges[англ.] (1995)
- Bristol-Myers Squibb Award[англ.] for Distinguished Achievement in Neuroscience Research (1996)
- Judd Marmor Prize, Американская психиатрическая ассоциация (2000)
- Ralph-W.-Gerard-Preis[нем.], Общество нейронаук (2000)
- City of Medicine Award (2000)
- Society for Biomolecular Screening[англ.] Achievement Award (2000)
- Lieber Prize, National Alliance for Research on Schizophrenia and Depression[англ.] (2001)
- Salmon Prize, New York Academy of Medicine[англ.] (2001)
- Sarnat Prize[англ.] Национальной медицинской академии (2001)
- Goldman-Rakic Award, National Alliance for Research on Schizophrenia and Depression (2002)
- Национальная научная медаль (2003)
- Julius Axelrod Mentorship Award, Американский колледж нейропсихофармакологии (2005)
- Perl-UNC Prize[англ.] (2006)
- Премия медицинского центра Олбани (2007)
- NAS Award in the Neurosciences[англ.] (2013)
- Clarivate Citation Laureate по физиологии или медицине (2018)

Почётный доктор Северо-Западного университета (1981), Джорджтаунского университета (1986), израильского Университета имени Бен-Гуриона (1990), Albany Medical College (1998), Техниона — Израильского технологического института (2002), Mount Sinai Medical School (2004), Мэрилендского университета (2006), Карлова университета в Праге (2009), Университета штата Огайо (2011).

## Книги
- Uses of Marijuana (1971)
- Madness and the Brain (1974)
- The Troubled Mind (1976)
- Biological Aspects of Abnormal Behavior (1980)
- Drugs and the Brain (1986)
- Brainstorming (1989)